# Louis Meurisse
Louis Meurisse ou Henri-Louis Meurisse, né Joseph Meurisse le 24 octobre 1873 à Boulogne-sur-Mer et mort le 22 novembre 1932 à Paris, est un photographe français. 

## Biographie
Né à Boulogne-sur-Mer d'un père photographe de nationalité belge, il devient l'un des tout premiers reporters-photographes français pour l'Agence Branger à Paris où il exerce de 1890 à 1904 et se spécialise dans la couverture des événements sportifs, courses automobiles en particulier. Il fonde en 1909 l'Agence de presse Meurisse qu'il dirige jusqu'à sa mort en 1932.